# Мелікукко
Мелікукко (італ. Melicucco, сиц. Melicuccu) — муніципалітет в Італії, у регіоні Калабрія,  метрополійне місто Реджо-Калабрія‎.
Мелікукко розташоване на відстані близько 490 км на південний схід від Рима, 75 км на південний захід від Катандзаро, 50 км на північний схід від Реджо-Калабрії.
Населення — 5093 особи (2014).
Щорічний фестиваль відбувається 6 грудня. Покровитель — святий Миколай.

## Демографія
Населення за роками:

Станом на 1 січня 2023 року в муніципалітеті офіційно проживав 191 іноземець з 20 країн, серед них 105 громадян країн Євросоюзу та 5 громадян України.

## Сусідні муніципалітети
- Аноя
- Читтанова
- Феролето-делла-К'єза
- Полістена
- Розарно